# Lother Teich
Der Lother Teich (auch Mühlteich, selten Lotterteich) ist ein um 1568 angelegter Kunstteich, der etwa einen Kilometer westlich von Berthelsdorf im Erzgebirge liegt.
Er nimmt das Wasser des Münzbaches auf, der seinerseits Wasser aus der Müdisdorfer Rösche aufnimmt, und ist damit indirekt an die Revierwasserlaufanstalt Freiberg angeschlossen. Der Damm besteht aus einem Erdschüttdamm mit Lehmdichtung.
Der Teich wurde etwa gleichzeitig mit dem Rothbächer Teich und dem Erzengler Teich um 1568 angelegt, um die Wasserversorgung des Freiberger Bergbaus sicherzustellen. Er war ursprünglich der Kunstteich der Grube Loth, diente aber auch in wesentlichem Maße als Mühlteich. Um 1965–68 erfolgte eine umfassende Instandsetzung des Teiches. Unterhalb befindet sich heute eine Trinkwasseraufbereitungsanlage, die Teile Brand-Erbisdorfs mit Trinkwasser versorgt.